# Phyllothalestris harringtoni
Phyllothalestris harringtoni is een eenoogkreeftjessoort uit de familie van de Thalestridae. De wetenschappelijke naam van de soort is voor het eerst geldig gepubliceerd in 1935 door Willey.